# الرابطة الوطنية لكرة القدم 2002–03
الرابطة الوطنية لكرة القدم 2002–03 (بالإنجليزية: 2002–03 National Soccer League)‏ هو الموسم 27 من الرابطة الوطنية لكرة القدم. كان عدد الأندية المشاركة فيه 13، وفاز فيه نادي برث غلوري.